# Чемпионат мира по баскетболу 2014. Группа C
В этой статье представлено положение команд и результаты матчей в группе C предварительного раунда чемпионата мира по баскетболу 2014. Состав группы был определён во время жеребьёвки 3 февраля 2014 года во Дворце каталонской музыки в Барселоне, Испания. В группе участвовали Доминиканская республика, Новая Зеландия, США, Турция, Украина и Финляндия. Команды сыграли друг с другом в один круг. Матчи прошли с 30 августа по 4 сентября 2014 года на «Бискайя Арене» в Баракальдо. Четыре лучшие команды вышли в плей-офф.

## Команды
| Команда                  | Квалификация                               | Квалификация     | Участие   | Участие | Участие | Лучший результат                |
| Команда                  | Способ                                     | Дата             | Последнее | Всего   | Подряд  | Лучший результат                |
| ------------------------ | ------------------------------------------ | ---------------- | --------- | ------- | ------- | ------------------------------- |
| Доминиканская Республика | 4-е место на чемпионате Америки 2013       | 8 сентября 2013  | 1978      | 2       | 1       | 12-е место (1978)               |
| Турция                   | Обладатель «уайлд-кард»                    | 1 февраля 2014   | 2010      | 4       | 4       | Серебряный призёр (2010)        |
| США                      | Золотой призёр летних Олимпийских игр 2012 | 12 августа 2012  | 2010      | 17      | 17      | Чемпион (1954, 1986, 1994, 2010 |
| Финляндия                | Обладатель «уайлд-кард»                    | 1 февраля 2014   | -         | 1       | 1       | Дебют                           |
| Новая Зеландия           | Серебряный призёр чемпионата Океании 2013  | 18 августа 2013  | 2010      | 5       | 4       | 4-е место (2002)                |
| Украина                  | 6-е место на чемпионате Европы 2013        | 20 сентября 2013 | -         | 1       | 1       | Дебют                           |

## Положение команд
| Команда                  | Игр | В | П | МЗ  | МП  | МР   | Очки | Тай-брейк  |
| ------------------------ | --- | - | - | --- | --- | ---- | ---- | ---------- |
| США                      | 5   | 5 | 0 | 511 | 345 | +166 | 10   |            |
| Турция                   | 5   | 3 | 2 | 365 | 372 | −7   | 8    |            |
| Доминиканская Республика | 5   | 2 | 3 | 347 | 386 | −39  | 7    | 1–1, 1.022 |
| Новая Зеландия           | 5   | 2 | 3 | 347 | 376 | −29  | 7    | 1–1, 0.993 |
| Украина                  | 5   | 2 | 3 | 344 | 369 | −25  | 7    | 1–1, 0.985 |
| Финляндия                | 5   | 1 | 4 | 342 | 408 | −66  | 6    |            |

## Результаты матчей
| 30 августа 2014 12:30 | Отчёт | Украина                    | 72:62    | Доминиканская Республика | Бискайя Арена, Баракальдо Зрителей: 6500 Судьи: Миливое Йовчич ; Алехандро Сезар Чити ; Матей Болтаузер |
| 30 августа 2014 12:30 | Отчёт | 12:13, 15:14, 21:13, 24:22 |          |                          | Бискайя Арена, Баракальдо Зрителей: 6500 Судьи: Миливое Йовчич ; Алехандро Сезар Чити ; Матей Болтаузер |
| 30 августа 2014 12:30 | Отчёт | Джетер 16                  | Очки     | Гарсия 18                | Бискайя Арена, Баракальдо Зрителей: 6500 Судьи: Миливое Йовчич ; Алехандро Сезар Чити ; Матей Болтаузер |
| 30 августа 2014 12:30 | Отчёт | Корниенко, Кравцов по 7    | Подборы  | Варгас, Баэс по 9        | Бискайя Арена, Баракальдо Зрителей: 6500 Судьи: Миливое Йовчич ; Алехандро Сезар Чити ; Матей Болтаузер |
| 30 августа 2014 12:30 | Отчёт | Гладыр 3                   | Передачи | Гарсия 4                 | Бискайя Арена, Баракальдо Зрителей: 6500 Судьи: Миливое Йовчич ; Алехандро Сезар Чити ; Матей Болтаузер |

| 30 августа 2014 16:00 | Отчёт | Новая Зеландия            | 73:76    | Турция                | Бискайя Арена, Баракальдо Зрителей: 6800 Судьи: Кристиано Хесус Мараньо ; Жозеф Биссанг ; Фердинанд Паскуаль |
| 30 августа 2014 16:00 | Отчёт | 17:8, 21:20, 18:24, 17:24 |          |                       | Бискайя Арена, Баракальдо Зрителей: 6800 Судьи: Кристиано Хесус Мараньо ; Жозеф Биссанг ; Фердинанд Паскуаль |
| 30 августа 2014 16:00 | Отчёт | Уэбстер 22                | Очки     | Саваш 16              | Бискайя Арена, Баракальдо Зрителей: 6800 Судьи: Кристиано Хесус Мараньо ; Жозеф Биссанг ; Фердинанд Паскуаль |
| 30 августа 2014 16:00 | Отчёт | Вукона 8                  | Подборы  | Прелджич 6            | Бискайя Арена, Баракальдо Зрителей: 6800 Судьи: Кристиано Хесус Мараньо ; Жозеф Биссанг ; Фердинанд Паскуаль |
| 30 августа 2014 16:00 | Отчёт | Тэйт 3                    | Передачи | Прелджич, Хершек по 3 | Бискайя Арена, Баракальдо Зрителей: 6800 Судьи: Кристиано Хесус Мараньо ; Жозеф Биссанг ; Фердинанд Паскуаль |

| 30 августа 2014 21:30 | Отчёт | США                       | 114:55   | Финляндия           | Бискайя Арена, Баракальдо Зрителей: 11 300 Судьи: Мигель Перес Перес ; Арно Ком Нджило ; Алехандро Санчес |
| 30 августа 2014 21:30 | Отчёт | 31:16, 29:2, 29:21, 25:16 |          |                     | Бискайя Арена, Баракальдо Зрителей: 11 300 Судьи: Мигель Перес Перес ; Арно Ком Нджило ; Алехандро Санчес |
| 30 августа 2014 21:30 | Отчёт | Томпсон 18                | Очки     | Копонен, Хафф по 12 | Бискайя Арена, Баракальдо Зрителей: 11 300 Судьи: Мигель Перес Перес ; Арно Ком Нджило ; Алехандро Санчес |
| 30 августа 2014 21:30 | Отчёт | Казинс 10                 | Подборы  | Мёрфи 7             | Бискайя Арена, Баракальдо Зрителей: 11 300 Судьи: Мигель Перес Перес ; Арно Ком Нджило ; Алехандро Санчес |
| 30 августа 2014 21:30 | Отчёт | Карри 5                   | Передачи | Копонен 4           | Бискайя Арена, Баракальдо Зрителей: 11 300 Судьи: Мигель Перес Перес ; Арно Ком Нджило ; Алехандро Санчес |

| 31 августа 2014 12:30 | Отчёт | Доминиканская Республика   | 76:63    | Новая Зеландия     | Бискайя Арена, Баракальдо Зрителей: 14 427 Судьи: Мигель Перес Перес ; Матей Болтаузер ; Арно Ком Нджило |
| 31 августа 2014 12:30 | Отчёт | 14:16, 20:11, 17:23, 25:13 |          |                    | Бискайя Арена, Баракальдо Зрителей: 14 427 Судьи: Мигель Перес Перес ; Матей Болтаузер ; Арно Ком Нджило |
| 31 августа 2014 12:30 | Отчёт | Гарсия 29                  | Очки     | Аберкромби 22      | Бискайя Арена, Баракальдо Зрителей: 14 427 Судьи: Мигель Перес Перес ; Матей Болтаузер ; Арно Ком Нджило |
| 31 августа 2014 12:30 | Отчёт | Баэс 9                     | Подборы  | Пенни 5            | Бискайя Арена, Баракальдо Зрителей: 14 427 Судьи: Мигель Перес Перес ; Матей Болтаузер ; Арно Ком Нджило |
| 31 августа 2014 12:30 | Отчёт | Коронадо, Фелдейн по 4     | Передачи | Четыре игрока по 3 | Бискайя Арена, Баракальдо Зрителей: 14 427 Судьи: Мигель Перес Перес ; Матей Болтаузер ; Арно Ком Нджило |

| 31 августа 2014 16:00 | Отчёт | Финляндия                  | 81:76    | Украина   | Бискайя Арена, Баракальдо Зрителей: 14 427 Судьи: Кристиано Мараньо ; Миливое Йовчич ; Фердинанд Паскуаль |
| 31 августа 2014 16:00 | Отчёт | 20:22, 15:15, 22:15, 24:24 |          |           | Бискайя Арена, Баракальдо Зрителей: 14 427 Судьи: Кристиано Мараньо ; Миливое Йовчич ; Фердинанд Паскуаль |
| 31 августа 2014 16:00 | Отчёт | Хафф 23                    | Очки     | Джетер 24 | Бискайя Арена, Баракальдо Зрителей: 14 427 Судьи: Кристиано Мараньо ; Миливое Йовчич ; Фердинанд Паскуаль |
| 31 августа 2014 16:00 | Отчёт | Мёрфи, Хафф по 8           | Подборы  | Кравцов 8 | Бискайя Арена, Баракальдо Зрителей: 14 427 Судьи: Кристиано Мараньо ; Миливое Йовчич ; Фердинанд Паскуаль |
| 31 августа 2014 16:00 | Отчёт | Копонен 9                  | Передачи | Джетер 9  | Бискайя Арена, Баракальдо Зрителей: 14 427 Судьи: Кристиано Мараньо ; Миливое Йовчич ; Фердинанд Паскуаль |

| 31 августа 2014 21:30 | Отчёт | Турция                     | 77:98    | США      | Бискайя Арена, Баракальдо Зрителей: 14 637 Судьи: Алехандро Чити ; Жозеф Биссанг ; Алехандро Санчес |
| 31 августа 2014 21:30 | Отчёт | 16:16, 24:19, 20:31, 17:32 |          |          | Бискайя Арена, Баракальдо Зрителей: 14 637 Судьи: Алехандро Чити ; Жозеф Биссанг ; Алехандро Санчес |
| 31 августа 2014 21:30 | Отчёт | Акьол 12                   | Очки     | Фарид 22 | Бискайя Арена, Баракальдо Зрителей: 14 637 Судьи: Алехандро Чити ; Жозеф Биссанг ; Алехандро Санчес |
| 31 августа 2014 21:30 | Отчёт | Ашик 5                     | Подборы  | Фарид 8  | Бискайя Арена, Баракальдо Зрителей: 14 637 Судьи: Алехандро Чити ; Жозеф Биссанг ; Алехандро Санчес |
| 31 августа 2014 21:30 | Отчёт | Прелджич 5                 | Передачи | Харден 7 | Бискайя Арена, Баракальдо Зрителей: 14 637 Судьи: Алехандро Чити ; Жозеф Биссанг ; Алехандро Санчес |

| 2 сентября 2014 15:00 | Отчёт | Украина                    | 64:58    | Турция                | Бискайя Арена, Баракальдо Зрителей: 14 399 Судьи: Мигель Перес Перес ; Алехандро Чити ; Алехандро Санчес |
| 2 сентября 2014 15:00 | Отчёт | 13:13, 12:13, 16:13, 23:19 |          |                       | Бискайя Арена, Баракальдо Зрителей: 14 399 Судьи: Мигель Перес Перес ; Алехандро Чити ; Алехандро Санчес |
| 2 сентября 2014 15:00 | Отчёт | Мишула                     | Очки     | Ашик 16               | Бискайя Арена, Баракальдо Зрителей: 14 399 Судьи: Мигель Перес Перес ; Алехандро Чити ; Алехандро Санчес |
| 2 сентября 2014 15:00 | Отчёт | Кравцов 7                  | Подборы  | Ашик 20               | Бискайя Арена, Баракальдо Зрителей: 14 399 Судьи: Мигель Перес Перес ; Алехандро Чити ; Алехандро Санчес |
| 2 сентября 2014 15:00 | Отчёт | Джетер 6                   | Передачи | Прелджич, Хершек по 3 | Бискайя Арена, Баракальдо Зрителей: 14 399 Судьи: Мигель Перес Перес ; Алехандро Чити ; Алехандро Санчес |

| 2 сентября 2014 17:30 | Отчёт | США                        | 98:71    | Новая Зеландия          | Бискайя Арена, Баракальдо Зрителей: 14 399 Судьи: Миливое Йовчич ; Матей Болтаузер ; Фердинанд Паскуаль |
| 2 сентября 2014 17:30 | Отчёт | 27:20, 30:15, 18:19, 23:17 |          |                         | Бискайя Арена, Баракальдо Зрителей: 14 399 Судьи: Миливое Йовчич ; Матей Болтаузер ; Фердинанд Паскуаль |
| 2 сентября 2014 17:30 | Отчёт | Дэвис 21                   | Очки     | Энтони 11               | Бискайя Арена, Баракальдо Зрителей: 14 399 Судьи: Миливое Йовчич ; Матей Болтаузер ; Фердинанд Паскуаль |
| 2 сентября 2014 17:30 | Отчёт | Фарид 21                   | Подборы  | Вукона, Аберкромби по 5 | Бискайя Арена, Баракальдо Зрителей: 14 399 Судьи: Миливое Йовчич ; Матей Болтаузер ; Фердинанд Паскуаль |
| 2 сентября 2014 17:30 | Отчёт | Харден 4                   | Передачи | Тэйт 3                  | Бискайя Арена, Баракальдо Зрителей: 14 399 Судьи: Миливое Йовчич ; Матей Болтаузер ; Фердинанд Паскуаль |

| 2 сентября 2014 21:30 | Отчёт | Финляндия                  | 68:74    | Доминиканская Республика | Бискайя Арена, Баракальдо Зрителей: 14 446 Судьи: Кристиано Мараньо ; Жозеф Биссанг ; Арно Ком Нджило |
| 2 сентября 2014 21:30 | Отчёт | 15:16, 17:25, 18:19, 18:14 |          |                          | Бискайя Арена, Баракальдо Зрителей: 14 446 Судьи: Кристиано Мараньо ; Жозеф Биссанг ; Арно Ком Нджило |
| 2 сентября 2014 21:30 | Отчёт | Копонен 23                 | Очки     | Варгас 18                | Бискайя Арена, Баракальдо Зрителей: 14 446 Судьи: Кристиано Мараньо ; Жозеф Биссанг ; Арно Ком Нджило |
| 2 сентября 2014 21:30 | Отчёт | Ли 6                       | Подборы  | Варгас 13                | Бискайя Арена, Баракальдо Зрителей: 14 446 Судьи: Кристиано Мараньо ; Жозеф Биссанг ; Арно Ком Нджило |
| 2 сентября 2014 21:30 | Отчёт | Копонен 9                  | Передачи | Фелдейн 6                | Бискайя Арена, Баракальдо Зрителей: 14 446 Судьи: Кристиано Мараньо ; Жозеф Биссанг ; Арно Ком Нджило |

| 3 сентября 2014 15:00 | Отчёт | Новая Зеландия             | 73:61    | Украина      | Бискайя Арена, Баракальдо Зрителей: 7290 Судьи: Кристиано Мараньо ; Мигель Перес Перес ; Арно Ком Нджило |
| 3 сентября 2014 15:00 | Отчёт | 18:19, 18:11, 17:15, 20:16 |          |              | Бискайя Арена, Баракальдо Зрителей: 7290 Судьи: Кристиано Мараньо ; Мигель Перес Перес ; Арно Ком Нджило |
| 3 сентября 2014 15:00 | Отчёт | Пенни 17                   | Очки     | Корниенко 15 | Бискайя Арена, Баракальдо Зрителей: 7290 Судьи: Кристиано Мараньо ; Мигель Перес Перес ; Арно Ком Нджило |
| 3 сентября 2014 15:00 | Отчёт | Фоту 10                    | Подборы  | Натяжко 6    | Бискайя Арена, Баракальдо Зрителей: 7290 Судьи: Кристиано Мараньо ; Мигель Перес Перес ; Арно Ком Нджило |
| 3 сентября 2014 15:00 | Отчёт | Фрэнк 4                    | Передачи | Джетер 6     | Бискайя Арена, Баракальдо Зрителей: 7290 Судьи: Кристиано Мараньо ; Мигель Перес Перес ; Арно Ком Нджило |

| 3 сентября 2014 17:30 | Отчёт | Турция                         | 77 : 73 ОТ | Финляндия  | Бискайя Арена, Баракальдо Зрителей: 7290 Судьи: Матей Болтаузер ; Миливое Йовчич ; Фердинанд Паскуаль |
| 3 сентября 2014 17:30 | Отчёт | 10:15, 17:26, 26:18, 15:9, 9:5 |            |            | Бискайя Арена, Баракальдо Зрителей: 7290 Судьи: Матей Болтаузер ; Миливое Йовчич ; Фердинанд Паскуаль |
| 3 сентября 2014 17:30 | Отчёт | Ашик 22                        | Очки       | Копонен 17 | Бискайя Арена, Баракальдо Зрителей: 7290 Судьи: Матей Болтаузер ; Миливое Йовчич ; Фердинанд Паскуаль |
| 3 сентября 2014 17:30 | Отчёт | Три игрока по 8                | Подборы    | Мёрфи 6    | Бискайя Арена, Баракальдо Зрителей: 7290 Судьи: Матей Болтаузер ; Миливое Йовчич ; Фердинанд Паскуаль |
| 3 сентября 2014 17:30 | Отчёт | Прелджич, Гюлер по 5           | Передачи   | Копонен 5  | Бискайя Арена, Баракальдо Зрителей: 7290 Судьи: Матей Болтаузер ; Миливое Йовчич ; Фердинанд Паскуаль |

| 3 сентября 2014 21:30 | Отчёт | Доминиканская Республика   | 71:106   | США      | Бискайя Арена, Баракальдо Зрителей: 14 104 Судьи: Жозеф Биссанг ; Алехандро Чити ; Алехандро Санчес |
| 3 сентября 2014 21:30 | Отчёт | 22:25, 19:31, 11:25, 19:25 |          |          | Бискайя Арена, Баракальдо Зрителей: 14 104 Судьи: Жозеф Биссанг ; Алехандро Чити ; Алехандро Санчес |
| 3 сентября 2014 21:30 | Отчёт | Лиз 15                     | Очки     | Фарид 16 | Бискайя Арена, Баракальдо Зрителей: 14 104 Судьи: Жозеф Биссанг ; Алехандро Чити ; Алехандро Санчес |
| 3 сентября 2014 21:30 | Отчёт | Фелдейн 8                  | Подборы  | Дэвис 8  | Бискайя Арена, Баракальдо Зрителей: 14 104 Судьи: Жозеф Биссанг ; Алехандро Чити ; Алехандро Санчес |
| 3 сентября 2014 21:30 | Отчёт | Фелдейн, Соса по 4         | Передачи | Карри 7  | Бискайя Арена, Баракальдо Зрителей: 14 104 Судьи: Жозеф Биссанг ; Алехандро Чити ; Алехандро Санчес |

| 4 сентября 2014 15:00 | Отчёт | Финляндия                  | 65:67    | Новая Зеландия | Бискайя Арена, Баракальдо Зрителей: 15 483 Судьи: Мигель Перес Перес ; Алехандро Чити ; Алехандро Санчес |
| 4 сентября 2014 15:00 | Отчёт | 12:18, 20:26, 13:13, 20:10 |          |                | Бискайя Арена, Баракальдо Зрителей: 15 483 Судьи: Мигель Перес Перес ; Алехандро Чити ; Алехандро Санчес |
| 4 сентября 2014 15:00 | Отчёт | Ли 17                      | Очки     | Фоту 18        | Бискайя Арена, Баракальдо Зрителей: 15 483 Судьи: Мигель Перес Перес ; Алехандро Чити ; Алехандро Санчес |
| 4 сентября 2014 15:00 | Отчёт | Три игрока по 5            | Подборы  | Вукона 12      | Бискайя Арена, Баракальдо Зрителей: 15 483 Судьи: Мигель Перес Перес ; Алехандро Чити ; Алехандро Санчес |
| 4 сентября 2014 15:00 | Отчёт | Ранникко 7                 | Передачи | Тэйт 5         | Бискайя Арена, Баракальдо Зрителей: 15 483 Судьи: Мигель Перес Перес ; Алехандро Чити ; Алехандро Санчес |

| 4 сентября 2014 17:30 | Отчёт | Украина                    | 71:95    | США       | Бискайя Арена, Баракальдо Зрителей: 15 483 Судьи: Матей Болтаузер ; Фердинанд Паскуаль ; Арно Ком Нджило |
| 4 сентября 2014 17:30 | Отчёт | 19:14, 13:30, 22:25, 17:26 |          |           | Бискайя Арена, Баракальдо Зрителей: 15 483 Судьи: Матей Болтаузер ; Фердинанд Паскуаль ; Арно Ком Нджило |
| 4 сентября 2014 17:30 | Отчёт | Кравцов 17                 | Очки     | Харден 17 | Бискайя Арена, Баракальдо Зрителей: 15 483 Судьи: Матей Болтаузер ; Фердинанд Паскуаль ; Арно Ком Нджило |
| 4 сентября 2014 17:30 | Отчёт | Корниенко 6                | Подборы  | Фарид 8   | Бискайя Арена, Баракальдо Зрителей: 15 483 Судьи: Матей Болтаузер ; Фердинанд Паскуаль ; Арно Ком Нджило |
| 4 сентября 2014 17:30 | Отчёт | Мишула 4                   | Передачи | Ирвинг 6  | Бискайя Арена, Баракальдо Зрителей: 15 483 Судьи: Матей Болтаузер ; Фердинанд Паскуаль ; Арно Ком Нджило |

| 4 сентября 2014 21:30 | Отчёт | Турция                     | 77:64    | Доминиканская Республика | Бискайя Арена, Баракальдо Зрителей: 10 303 Судьи: Кристиано Мараньо ; Миливое Йовчич ; Жозеф Биссанг |
| 4 сентября 2014 21:30 | Отчёт | 14:13, 27:10, 19:18, 17:23 |          |                          | Бискайя Арена, Баракальдо Зрителей: 10 303 Судьи: Кристиано Мараньо ; Миливое Йовчич ; Жозеф Биссанг |
| 4 сентября 2014 21:30 | Отчёт | Саваш 15                   | Очки     | Гарсия 18                | Бискайя Арена, Баракальдо Зрителей: 10 303 Судьи: Кристиано Мараньо ; Миливое Йовчич ; Жозеф Биссанг |
| 4 сентября 2014 21:30 | Отчёт | Омер 10                    | Подборы  | Мартинес 9               | Бискайя Арена, Баракальдо Зрителей: 10 303 Судьи: Кристиано Мараньо ; Миливое Йовчич ; Жозеф Биссанг |
| 4 сентября 2014 21:30 | Отчёт | Тунчери, Прелджич по 5     | Передачи | Коронадо 6               | Бискайя Арена, Баракальдо Зрителей: 10 303 Судьи: Кристиано Мараньо ; Миливое Йовчич ; Жозеф Биссанг |